# Michel Maus
Michel Maus (Brugge, 27 december 1970) is een Belgisch advocaat en rechtsgeleerde en hoogleraar fiscaal recht aan de Vrije Universiteit Brussel.

## Levensloop
Maus studeerde aan het Koninklijk Atheneum Brugge te Assebroek. Vervolgens studeerde hij rechten aan de Vrije Universiteit Brussel (VUB), alwaar hij specialiseerde in het fiscaal recht en afstudeerde in 1994. In 2005 doctoreerde hij in de rechten.
Na zijn studies ging hij aan de slag als advocaat aan de balies van Brugge en Gent. Op 13 september 2004 werd hij vervolgens benoemd als plaatsvervangend rechter te Brugge.
Tevens voerde hij adviesopdrachten uit. Zo maakte hij onder meer in 2008-'09 deel uit van de parlementaire onderzoekscommissie belast met het onderzoek naar grote fiscale fraudedossiers, was hij in 2010 technisch adviseur van toenmalig koninklijk bemiddelaar Johan Vandelanotte tijdens de onderhandelingen met betrekking tot de Financieringswet en was hij in 2011-'12 lid van het kabinet van staatssecretaris voor Fiscale Fraude John Crombez.
Daarnaast was hij praktijkassistent, docent en finaal hoogleraar aan de VUB en later ook aan de Universiteit Antwerpen en de Universiteit Gent. Maus is voorzitter van Fiscaal Ideaal en fiscaal expert in de media. Als specialist fiscaal recht en frauderecht komt hij in de media duiding en toelichting verstrekken bij meerdere fiscale Belgische dossiers.
- Gemeinsame Normdatei: 1139133411
- International Standard Name Identifier: 0000 0003 9333 0000
- Library of Congress Control Number: n2014029603
- Nederlandse Thesaurus van Auteursnamen: 344301540
- Virtual International Authority File: 308754101